# Ljubov' Alёny
Ljubov' Alёny (Любовь Алёны) è un film del 1934 diretto da Boris Ivanovič Jurcev.